# アネミック・ファン・フルーテン
アネミック・ファン・フルーテン（Annemiek van Vleuten、1982年10月8日 - ）は、オランダ・ユトレヒト州、フルーテン出身の女子自転車競技（ロードレース）選手。
2023年のシマック・レディース・ツアーをもって現役を引退した。

## 来歴

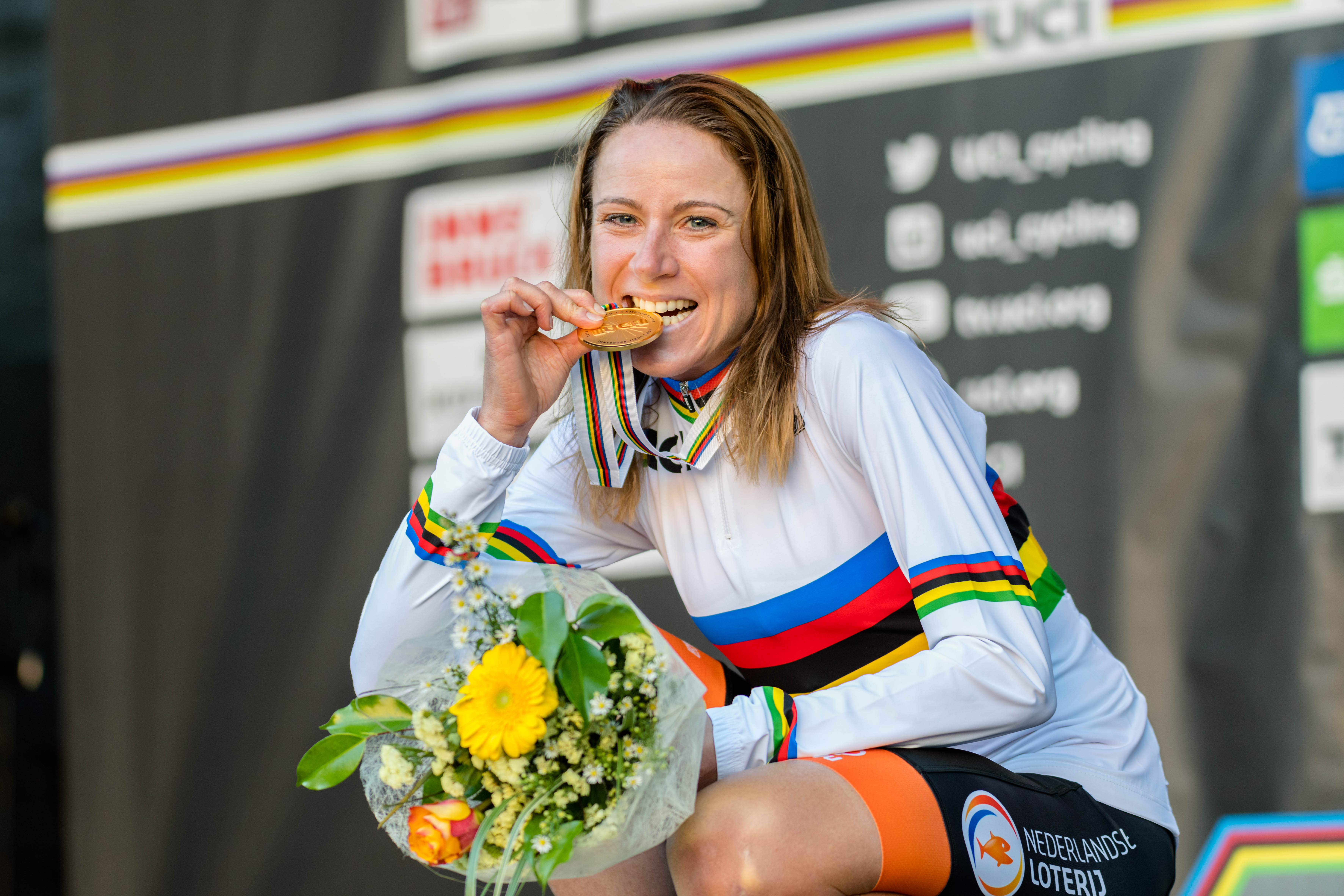
2018年世界選手権にて

### 2008年
- 世界学生自転車競技選手権大会
  - 個人タイムトライアル(ITT) 2位
  - 個人ロードレース 3位

### 2010年
- ルート・デュ・フランス・フェミナン（英語版）  総合優勝（第5ステージ優勝)

### 2011年
- UCI女子ロードワールドカップ2011 総合優勝
- ロンド・ファン・フラーンデレン 優勝
- オープン・デ・スエデ・ヴォルゴルダ（英語版） 優勝
- GP・ド・プルエー＝ブルターニュ（英語版） 優勝

### 2012年
- プライス・スタット・ルーセラーレ（英語版） 優勝
- フェスティバル・エルシー・ジェイコブス（英語版） 総合2位（プロローグ、第2ステージ優勝）
- パークホテル・ファルケンブルク・ヒルズ・クラシック（英語版）
- 7-ドルフェンオムループ・アールブルク（英語版） 優勝
- エマクメン・ビラ（英語版） 総合3位（第4ステージ優勝）
- オランダ選手権・女子個人ロードレース 優勝
- ロンドン五輪・個人ロード 14位
- ジロ・デラ・トスカーナ（英語版） ポイント賞（プロローグ優勝）

### 2013年
- グランプリ・エルシー・ジェイコブス（英語版） 区間優勝（プロローグ）
- チューリンゲン・ランドファルト・デア・フラウエン（英語版） 区間優勝（第3ステージ）
- トロフェー・ドール・フェミニン（英語版） 区間優勝（第6ステージ）

### 2014年
- オランダ選手権・女子個人タイムトライアル 優勝
- ジロ・ローザ 区間優勝（プロローグ、第3ステージ優勝）
- ロット・ベリソル・ベルギー・ツアー（英語版）  総合優勝（プロローグ、第1,2ステージ優勝）

### 2015年
- エマクメン・ビラ（英語版） 区間優勝（プロローグ）
- ジロ・ローザ 区間優勝（プロローグ）
- ジロ・デラ・トスカーナ（英語版） 区間優勝（プロローグ）

### 2016年
- フェスティバル・エルシー・ジェイコブス（英語版） ポイント賞（プロローグ優勝）
- アウエンシュタイナー・ラッドスポーテージ（英語版） 区間優勝（第2aステージ・個人タイムトライアル）
- ロット・ベルギー・ツアー（英語版）  総合優勝、山岳賞（プロローグ、第3ステージ優勝）

### 2017年
- カデル・エヴァンス・グレートオーシャン・ロードレース 優勝
- デュランゴ〜デュランゴ・エマクメン・サリア（英語版） 優勝
- エマクメン・エウスカル・ビラ（英語版） 区間優勝（第4ステージ）
- オランダ選手権・女子個人タイムトライアル 優勝
- ジロ・ローザ 総合3位、 ポイント賞、 山岳賞（第2ステージ、第5ステージ・個人タイムトライアル優勝）
- ラ・コルス by ツール・ド・フランス（英語版） 優勝
- ボエルス・レンタル・レディース・ツアー（英語版）  総合優勝（プロローグ、第3ステージ・個人タイムトライアル優勝）
- 世界選手権　 女子個人タイムトライアル 優勝

### 2018年
- ウィメンズ・ヘラルド・サン・ツアー（英語版） 区間優勝（第2ステージ・個人タイムトライアル）
- エマクメン・エウスカル・ビラ（英語版） 区間優勝（第2ステージ・個人タイムトライアル）
- ジロ・ローザ  総合優勝、 ポイント賞（第7ステージ・個人タイムトライアル、第9,10ステージ優勝）
- ラ・コルス by ツール・ド・フランス（英語版） 優勝
- フェーネンダール＝フェーネンダール・クラシック女子レース（英語版） 優勝
- ボエルス・レディース・ツアー（英語版）  総合優勝、 ポイント賞（プロローグ、第2ステージ、第6ステージ・個人タイムトライアル優勝）
- 世界選手権　 女子個人タイムトライアル 優勝

### 2019年
- ストラーデ・ビアンケ女子レース（英語版） 優勝
- リエージュ〜バストーニュ〜リエージュ女子レース（英語版） 優勝
- オランダ選手権・女子個人タイムトライアル 優勝
- ジロ・ローザ  総合優勝、 ポイント賞、 山岳賞（第5ステージ、第6ステージ・個人タイムトライアル優勝）
- ボエルス・レディース・ツアー（英語版） 区間優勝（プロローグ）
- 世界選手権　 女子個人ロードレース 優勝

### 2020年
- オムロープ・ヘット・ニウスブラット女子レース（英語版） 優勝
- エマクメン・ナファロアロ・クラシコア（英語版） 優勝
- クラシカフェミニーナ・ナバラ（英語版） 優勝
- デュランゴ〜デュランゴ・エマクメン・サリア（英語版） 優勝
- ストラーデ・ビアンケ女子レース（英語版） 優勝
- ヨーロッパ選手権　 女子個人ロードレース 優勝
- ジロ・ローザ 区間優勝（第2ステージ）

### 2021年
- ドワルス・ドール・フラーンデレン女子レース（英語版） 優勝
- ロンド・ファン・フラーンデレン女子レース 優勝
- セットマナ・シクリスタ・バレンシアナ（英語版）  総合優勝（第1ステージ優勝）
- エマクメン・ナファロアロ・クラシコア（英語版） 優勝
- 東京オリンピック
  -  個人タイムトライアル 金メダル
  -  個人ロードレース 銀メダル
- クラシカ・サンセバスティアン女子レース（英語版） 優勝
- レディース・ツアー・オブ・ノルウェー（英語版）  総合優勝（第3ステージ優勝）
- セラティジット・チャレンジ・バイ・ラ・ブエルタ（英語版）  総合優勝（第2,3ステージ優勝）

### 2022年
- セットマナ・シクリスタ・バレンシアナ（英語版）  総合優勝（第3ステージ優勝）
- オムロープ・ヘット・ニウスブラット女子レース（英語版） 優勝
- リエージュ〜バストーニュ〜リエージュ女子レース（英語版） 優勝
- ジロ・デ・イタリア・ドンネ  総合優勝、 ポイント賞（第4,8ステージ優勝）
- ツール・ド・フランス・ファム  総合優勝（第7,8ステージ優勝）
- セラティジット・チャレンジ・バイ・ラ・ブエルタ（英語版）  総合優勝（第3ステージ優勝）
- 世界選手権　 女子個人ロードレース 優勝

### 2023年
- ラ・ブエルタ・フェメニーナ（英語版）  総合優勝
- ジロ・デ・イタリア・ドンネ  総合優勝